# Maciej Murawski
Maciej Murawski (ur. 20 lutego 1974 w Zielonej Górze) – były polski piłkarz grający na pozycji obrońcy, reprezentant Polski. Po zakończeniu kariery zawodniczej trener piłkarski.

## Kariera zawodnicza

### Występy w klubach
Zawodnik swoją karierę rozpoczynał w sezonie 1991/1992 występując w zespole Zryw Zielona Góra. Następnie występował w Ślęzie Wrocław, Polonii Bytom, Lechu Poznań, Legii Warszawa, Arminii Bielefeld, Arisie Saloniki. Przed sezonem 2005/2006 przeniósł się do Apollonu Kalamarias, gdzie był kapitanem. W 2009 roku Maciej Murawski został piłkarzem Cracovii, w której barwach rozegrał jedno spotkanie, po czym w kwietniu rozwiązał obowiązujący kontrakt i zakończył karierę zawodniczą.
Na ekstraklasowych boiskach rozegrał 143 spotkania, w których strzelił 2 bramki. Zdobył Mistrzostwo Polski (2002) i Puchar ligi (2002) z Legią Warszawa.

### Reprezentacja Polski
W reprezentacji Polski rozegrał sześć meczów. Zadebiutował 18 sierpnia 1998 w meczu przeciwko Izraelowi (2:0). Uczestniczył w MŚ 2002 w Korei Południowej. Wystąpił tam w jednym spotkaniu – przeciwko USA – był to zarazem jego jedyny pełny mecz w barwach Polski.
| lp. | Data             | Miejsce  | Przeciwnik        | Rezultat | Rozgrywki  | Grał   | Uwagi |
| --- | ---------------- | -------- | ----------------- | -------- | ---------- | ------ | ----- |
| 1.  | 18 sierpnia 1998 | Kraków   | Izrael            | 2-0      | towarzyski | od 68' |       |
| 2.  | 4 czerwca 2000   | Lozanna  | Holandia          | 1-3      | towarzyski | do 66' |       |
| 3.  | 10 lutego 2002   | Limassol | Wyspy Owcze       | 2-1      | towarzyski | od 46' |       |
| 4.  | 18 maja 2002     | Warszawa | Estonia           | 1-0      | towarzyski | od 88' |       |
| 5.  | 14 czerwca 2002  | Daejeon  | Stany Zjednoczone | 3-1      | MŚ 2002    | 90'    |       |
| 6.  | 21 sierpnia 2002 | Szczecin | Belgia            | 1-1      | towarzyski | do 67' |       |

## Kariera trenerska
Od 13 czerwca 2009 do 30 czerwca 2010 był trenerem Lechii Zielona Góra.
Od 1 lipca 2010 do 9 kwietnia 2011 był trenerem Zawiszy Bydgoszcz.

## Inne informacje
- Jako jeden z nielicznych piłkarzy polskiej ekstraklasy w czasie kariery zawodniczej ukończył studia wyższe – ekonomię. W 2009 rozpoczął studia podyplomowe – zarządzanie w kulturze fizycznej[5].
- Po zakończeniu kariery zawodnika pracował jako ekspert współkomentujący mecze niemieckiej Bundesligi w stacji Eurosport oraz polskiej ekstraklasy na antenach Canal+ Sport, gdzie nieprzerwanie od 2012 jest ekspertem w programie Liga+ Extra[6][7].
- Na przełomie 2010/11 uzyskał możliwość odbycia stażu trenerskiego w niemieckim klubie Bayer 04 Leverkusen[8].
- Jest dwukrotnie żonaty. Z pierwszą żoną Joanną ma dwoje dzieci: Michał (ur. 1994), Mirella. Z drugą żoną Klaudią ma córkę o imieniu Zoe Weronika[9].